# Benoîte Groult
Pour les articles homonymes, voir Groult.
Œuvres principales
- La part des choses (1972)
- Ainsi soit-elle (1975)
- Les vaisseaux du cœur  (1988)

Benoîte Groult [bənwat ɡʁult], née le 31 janvier 1920 dans le 8e arrondissement de Paris et morte le 20 juin 2016 à Hyères (Var), est une journaliste, romancière et militante féministe française.

## Biographie
Benoîte Marie Rose-Nicole Groult naît le 31 janvier 1920 dans le 8e arrondissement de Paris. Elle est la fille du styliste de meubles André Groult, renommé dans les années 1930, et de Nicole Poiret, dessinatrice de mode, sœur du grand couturier Paul Poiret et compagne de la peintre Marie Laurencin au sortir de la Première Guerre mondiale et pendant plus de quarante ans.
Dans son enfance, on l'appelle plutôt Rosie. Sa sœur cadette Flora Groult est également écrivaine.
Benoîte Groult obtient une licence de lettres et enseigne au début de sa carrière au cours Bossuet.
Elle entre au Journal de la Radiodiffusion à la Libération et y reste jusqu'en 1953. Elle collabore à diverses publications : Elle, Parents, Marie Claire, etc.
Dès l'enfance, elle cultive le goût de l'écriture mais c’est à l'âge mûr qu’elle se lance sur la scène littéraire, tout d'abord avec sa sœur Flora : Journal à quatre mains (1958), roman d'inspiration autobiographique sur la période de l'Occupation, Le Féminin pluriel (1965), Il était deux fois (1967). 
Elle est par la suite l'autrice de plusieurs best-sellers : La Part des choses (1972), Ainsi soit-elle (1975), Les Trois-Quarts du temps (1983), Les Vaisseaux du cœur (1988), La Touche étoile (2006) et Mon évasion (2008). 
Sa vie et son œuvre font d’elle un témoin privilégié des bouleversements sociaux dans les rapports entre hommes et femmes qui ont marqué le XXe siècle. Son féminisme, déclaré tardivement lui aussi, est une clé de lecture essentielle de son parcours, un identifiant de sa personnalité. Ainsi soit-elle (1975), essai féministe vendu à 1 million d'exemplaires, raconte sa conversion et présente à grands traits le féminisme de l'époque. Elle est alors la première à dénoncer publiquement les mutilations génitales féminines. L'ouvrage reste encore d'actualité, bien que les allégations dénigrant la condition féminine au Moyen Âge semblent devoir être fortement nuancées ou même totalement révisées, selon Martin Blais, médiéviste reconnu.
En 1978, avec Claude Servan-Schreiber, elle fonde le mensuel féministe F Magazine, dont elle rédige les éditoriaux. En 1978 également, elle préface La parole aux négresses, un livre fondateur du féminisme africain francophone de Awa Thiam. 

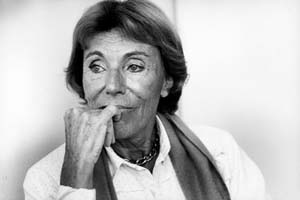
Benoîte Groult en 1983.

De 1984 à 1986, elle assure la présidence de la Commission de terminologie pour la féminisation des noms de métiers, de grades et de fonctions, fondée par Yvette Roudy, alors ministre des Droits de la femme, où travaillent grammairiens, linguistes et écrivains (arrêté de féminisation publié au Journal officiel en mars 1986). À partir de 1982, elle est membre du jury Femina. Elle publie en 1986, pour la première fois, l'intégralité de la Déclaration des droits de la femme et de la citoyenne de 1791, rédigée par Olympe de Gouges.
Elle est membre du comité d'honneur de l'Association pour le droit de mourir dans la dignité (ADMD) et livre sa philosophie de la vie et de la mort dans son roman La Touche étoile.
En 2011, Benoîte Groult fait don de ses archives à l'université d'Angers, au Centre des Archives du féminisme (BU Angers).
Dans les dernières années de sa vie, elle est atteinte de la maladie d'Alzheimer,. Sa fille, Blandine de Caunes, dans son livre La mère morte (Stock), raconte comment, le 20 juin 2016, un médecin belge et ami de famille arrive incognito à Hyères (Var) et fait, à sa mère de 96 ans, une injection intraveineuse létale,.

### Vie privée
En 1944, Benoîte Groult épouse un étudiant en médecine, Pierre Heuyer, qui meurt quelques mois plus tard de la tuberculose.
En 1946, elle épouse Georges de Caunes, avec lequel elle a deux filles, Blandine (1946) attachée de presse chez Phébus et écrivaine, et Lison (1949) marqueteuse de paille. Le couple divorce ensuite.
En 1952, elle se remarie avec le romancier et journaliste Paul Guimard, avec lequel elle a une fille, Constance (1953),.

## Distinctions

### Décorations
- Grande officière de la Légion d'honneur Elle est faite chevalière le 10 juin 1986, promue officière le 13 juillet 1994[19], commandeure le 2 avril 2010[20], et enfin élevée à la dignité de grande-officière le 25 mars 2016[21].
- Grand officier de l'ordre national du Mérite Elle est décorée le 14 novembre 2013[22], à l'occasion du cinquantenaire de l’ordre national du Mérite par François Hollande[23]. Elle avait été promue directement au grade de commandeur le 14 mai 1998 pour récompenser ses 57 ans d'activités littéraires[24].

### Honneurs
- Citoyenne d'honneur de la ville de Roanne le 7 mars 2010.

## Œuvres
- Journal à quatre mains (1958), roman écrit avec sa sœur Flora Groult
- Le Féminin pluriel (1965), roman écrit avec Flora Groult
- Il était deux fois (1967), roman écrit avec Flora Groult
- La Part des choses (1972), roman
- Ainsi soit-elle (1975), essai sur la condition féminine, enregistrement sonore en 2004.
- Le Féminisme au masculin (1977), essai sur les féministes
- La Moitié de la terre (1981), essai
- Les Trois Quarts du temps (1983), roman
- Olympe de Gouges (1986), textes présentés par Benoîte Groult
- Les Vaisseaux du cœur (1987), roman
- Pauline Roland ou Comment la liberté vint aux femmes (1991), biographie
- Cette mâle assurance (1994), essai sur la misogynie
- Histoire d'une évasion (1997), essai autobiographique
- La Touche étoile, Grasset (2006).  (ISBN 2246670314)
- Mon évasion : autobiographie, Grasset (2008), enregistrement sonore en 2009.  (ISBN 2246534828)
- Romans, Paris, Grasset & Fasquelle (coll. « Bibliothèque Grasset »), 2009.  (ISBN 224675691X)
- Ainsi soit Olympe de Gouges, Grasset (2013).  (ISBN 2246804132)
- Journal d'Irlande: Carnets de pêche et d'amour, texte établi et préfacé par Blandine de Caunes, Grasset (2018).  (ISBN 2246816874)

Benoîte Groult préparait un livre sur la pêche en bateau au large, passion qu'elle partageait avec Paul Guimard.

## Hommages
Elle a fait l'objet de plusieurs films documentaires. Anne Lenfant lui a consacré Une chambre à elle : entretiens avec Benoîte Groult et Benoîte Groult ou Comment la liberté vint aux femmes, avec les témoignages de Josyane Savigneau, Paul Guimard et Yvette Roudy, édité en 2006 par Hors Champ Productions. En 2008, un volet de la série d'émissions documentaires « Empreinte », écrit par Marie Mitterrand et réalisé par Jean-Baptiste Martin, lui permet de porter un regard rétrospectif sur son parcours.
En 2013 paraît chez Grasset une bande dessinée intitulée Ainsi soit Benoîte Groult, par Catel.
Le 21 octobre 2016, le département de lettres de l'université d'Angers lui rend hommage lors d'une journée d'étude consacrée à l'édition. Une exposition intitulée « Mon Évasion, un manuscrit à partager » est inaugurée le même jour.
La salle audio-visuelle du Park Hotel de Hyères porte son nom.
La salle communale de Quimperlé porte son nom, anciennement Coat-Kaër.
Une des bibliothèques de la ville de Paris, située 25 rue du Commandant-René-Mouchotte dans le 14e arrondissement, porte son nom.

### Documentaires
- Benoîte Groult, son évasion à Beg Roudou, documentaire de Dominique Thiéry (2018), France 5, collection documentaire "Une maison, un artiste"
- Benoîte Groult, le temps d'apprendre à vivre, film documentaire de Marie Mitterrand et Jean-Baptiste Martin (2008), France 5, collection documentaire Empreintes ([Présentation du documentaire - Casadei], site du film)
- Une chambre à elle, entretiens avec Benoîte Groult, film documentaire d'Anne Lenfant (2005, 22 minutes), Hors Champ, site du film
- Benoîte Groult, Comment la liberté vint aux femmes, DVD d'Anne Lenfant (2006, 4h), www.hors-champ.net

### Adaptations cinématographiques et théâtrales
- Andrew Birkin, Les vaisseaux du cœur (1992)
- Panchika Velez (metteuse en scène), Philippe Miquel (réal.), Journal à quatre mains (2010). Jouée au Théâtre de poche Montparnasse à partir de janvier 2009 et filmée en juin 2009
- Christian Faure, 3 femmes en colère (2014), librement adapté de La touche étoile.

### Article sur l'œuvre de Benoîte Groult
- Entretien avec Marc Alpozzo : Nous, les vieux, sommes des étrangers in Le Magazine des livres 11/2008 (p. 57-59)